# Synagoga w Bolimowie
Synagoga w Bolimowie – synagoga znajdująca się w Bolimowie przy ulicy Farnej.
Synagoga została zbudowana na początku XIX wieku.  Założona była na planie prostokąta, orientowana, pierwotnie zapewne z salą główną od wschodu i z babińcem nad przedsionkiem od zachodu. Podczas II wojny światowej hitlerowcy zdewastowali synagogę. Po zakończeniu wojny budynek synagogi został gruntownie przebudowany z przeznaczeniem na Ośrodek Zdrowia. Później usytuowano tam posterunek policji, który znajduje się w niej do dziś.